# Neopostega asymmetra
Neopostega asymmetra là một loài bướm đêm thuộc họ Opostegidae. Nó là loài duy nhất được tìm thấy ở
địa phương điển hình, ở rừng ven biển Đại Tây Dương ở miền nam Brasil.
Chiều dài cánh trước khoảng 3 mm. Con trưởng thành hầu như màu trắng hoàn toàn. Con trưởng thành bay vào tháng 1